# Ordine al merito (Thailandia)
L''Ordine al merito (in thailandese รัตนวราภรณ์), è un ordine statale del Regno di Thailandia.

## Storia
L'Ordine venne fondato nel 1911 dal re Rama VI del Siam per ricompensare quanti si fossero distinti particolarmente con il loro personale servizio a favore del sovrano.

## Gradi
L'Ordine dispone dei seguenti gradi di benemerenza:
- Cavaliere (Classe unica)

## Insegne
- La medaglia dell'Ordine consiste in un pendente smaltato di blu con inciso il monogramma reali ricoperto di diamanti. L'anello che circonda il pendente è corcondato da quattro scettri dello stemma thailandese e da otto foglie di diamanti e quattro cifre reali in oro. Il pendente è coronato con la corona reale ed è sormontato da raggi solari in oro.
- Il collare dell'Ordine consiste in una catena alternata da monogrammi reali e da corone del regno di Thailandia sempre su sfondo blu.
- Il nastro è giallo con una riga nera per parte.